# Dominique Bosshart
Dominique Simone Bosshart (Morges, 7 ottobre 1977) è un'ex taekwondoka canadese, vincitrice di una medaglia di bronzo ai Giochi olimpici di Sydney 2000.
Nata a Morges, in Svizzera, a tre anni si trasferì con i genitori in Canada. Cominciò a dedicarsi al taekwondo a dodici anni su spinta del fratello, ed a quindici si trasferì da sola a Lorette, Manitoba, per allenarsi con il Maestro Joo Kang alla Kang's Taekwondo Acadamy.
In carriera ha preso parte a due edizioni dei giochi olimpici vincendo un bronzo a Sydney 2000, dove venne sconfitta nei quarti di finale da Natal'ja Ivanova e si fece largo nel tabellone delle ripescate e sconfisse Nataša Vezmar nella finale per la medaglia, ed uscendo al turno preliminare a Atene 2004. Vanta anche l'argento ai mondiali casalinghi di Edmonton del 1999 e due bronzi ai Giochi panamericani a Mar del Plata 1995 e Winnipeg 1999.

## Palmarès
- Giochi olimpici

2000 - Sydney:  Bronzo nei pesi massimi.
- Mondiali

1999 - Edmonton:  Argento nei pesi massimi.
- Giochi panamericani

1995 - Mar del Plata:  Bronzo nei pesi massimi.
1999 - Winnipeg:  Bronzo nei pesi massimi.